# Yermo
Yermo é um género botânico pertencente à família Asteraceae.